# Desmonus curtus
Desmonus curtus är en mångfotingart som först beskrevs av Loomis 1943.  Desmonus curtus ingår i släktet Desmonus och familjen Sphaeriodesmidae. Inga underarter finns listade i Catalogue of Life.